# جون أليوت (شاعر)
جون أليوت (بالإنجليزية: John Elliot)‏ هو كاتب أغاني وشاعر أمريكي، ولد في 7 مايو 1914، وتوفي في 3 يناير 1972.

## وصلات خارجية
- جون أليوت على موقع ميوزك برينز (الإنجليزية)
- جون أليوت على موقع ديسكوغز (الإنجليزية)